# Leptocopa notoplecta
Leptocopa notoplecta är en fjärilsart som beskrevs av Edward Meyrick 1918. Leptocopa notoplecta ingår i släktet Leptocopa och familjen praktmalar, Oecophoridae. Inga underarter finns listade i Catalogue of Life.